# Apple A7
Apple A7是由美國蘋果公司所設計的系统芯片(SoC)，用於iPhone 5S、iPad Air和iPad mini2，於2013年9月10日發布。蘋果公司表示CPU與GPU效能都是Apple A6的兩倍。CPU部份採用64位元的ARMv8架构，這使得iPhone成為全球首款採用64位元處理器的智能手機。此SoC由三星電子以28奈米製程代工生產。

## 設計
CPU部份是蘋果公司自行研發64位元ARMv8雙核心處理器，所以架構不會完全遵照Cortex-A57。蘋果表示，Apple A7包含超過10億個晶體管，晶粒(Die)大小為102mm²。相比下，Intel的桌面型處理器Core i7-4770K包含了8MB L3，晶体管也只是14億，Die大小為177mm²。
洩漏出來的資料顯示，GPU部份沒有出現任何以往的SGX5系PowerVR函数，上代iPhone 5採用PowerVR SGX543，iPhone 5S則採用A7 GPU，后经Chipworks检测，新的GPU是全新6系PowerVR G6430，蘋果表示GPU性能已達初代iPhone的56倍，性能達到遊戲主機級別（即是PS3和Xbox 360）。测试表明性能已经远超iPad上采用的PowerVR SGX543 MP4组合。

## 產品使用
- iPhone 5S
- iPad Air
- iPad mini 2
- iPad mini 3